# Castell de Mont-roig
|  | Per a altres significats, vegeu «castell de Mont-roig (Mont-roig de Tastavins)». |

El Castell de Mont-roig, o Torre de Mas Puig, és un antic castell termenat ara en ruïnes situat al cim del mateix nom a 276 metres sobre el nivell del mar, al terme municipal de Darnius. Segons la llegenda el nom prové de la sang de la dama del castell i el seu amant, que foren assassinats pel marit d'ella en un atac de gelosia. Ara bé, el nom segurament prové del fet que el terreny argilós dona tonalitats vermelloses tant a la muntanya com a les parets del castell, que aprofiten aquest material. El castell és visible des de molts punts de la contrada. S'hi pot accedir des de la pista forestal que comunica Darnius i Biure i acabar de pujar-hi a peu.

## Arquitectura
En queden poques restes i només es conserva algun mur en molt mal estat de conservació, al qual s'hi poden veure els merlets i algunes sageteres.
El turó està delimitat per la muralla que es conserva en la seva pràctica totalitat i que ressegueixen el perfil orogràfic del terreny. La torre de planta quadrada s'alça en el sector sud, on la muralla presenta un tram emmerletat. A l'interior del castell resulta difícil distingir-ne els elements atès que es troba pràcticament cobert per l'enderroc del mateix edifici. El subsòl del castell està foradat per les galeries d'una mina de talc que va estar en explotació fins entrada la segona meitat del segle xx. Tot i així, el seu estat de conservació és força bo, ja que conserva bona part de les estructures, encara que moltes s'hagin refet durant els segles xvii i xviii.
Un dels llenços del mur, situat a migjorn, pot ser medieval; és format per pedres de mida petita, no gaire retocades i algun cop col·locades en posició inclinada.

## Història
Està documentat el 1070 quan Guillem Bernat tenia el castell de Mont-Roig («Monte Rogo») pel comte de Besalú, segons consta en el jurament de fidelitat que els nobles de Besalú reteren al comte Bernat II. Al segle xiii apareix un Ramon de Mont-roig («Monte Rubeo»), arxilevita de la catedral de Girona. L'any 1292 hi havia 18 homes destinats a la seva defensa, dada que delata la importància de l'enclavament. Segons el fogatjament del 1359, al castell de «Munt-roig» hi vivien 8 famílies. Els senyors de Mont-roig tenien el castell en feu dels senyors de Darnius.
La seva situació estratègica motivà que l'any 1794, fos escenari d'una batalla de la Guerra Gran amb els francesos. Aquesta acció es coneix amb el nom de la batalla de Mont-roig o de Darnius; els francesos li diuen de la Muntanya Negra. Fou destruït i abandonat.
A prop del castell hi ha un búnker, i a sota del castell hi ha una mina, que havia proporcionat espat pesant (baritina).